# 4480 Nikitibotania
4480 Nikitibotania este un asteroid din centura principală, descoperit pe 24 august 1985 de Nikolai Cernîh.